# فرخنده زردوزنگاری
فرخنده زردوزنگاری (نام علمی: Thlypopsis ruficeps) گونه‌ای از پرندگان تیرهٔ فرخندگان (Thraupidae) است. در آرژانتین، بولیوی و پرو یافت می‌شود. زیستگاه‌های طبیعی آن جنگل‌های کوهستانی نمناک نیمه‌گرمسیری یا گرمسیری و جنگل‌های پیشین به شدت دگرگون‌شده است.